# الجزر الأيونية (إقليم)
إقليم الجزر الأيونية  سلسلة جزر يونانية واقعة في البحر الأيوني. تشكل واحدة من المناطق الثلاث عشرة في اليونان. المنطقة الحديثة من الجزر الأيونية لا تشمل جزيرة كايثيرا، التي تنتمي تاريخيا إليها ولكن الآن تنتمي إلى أتيكا.

## الاقتصاد
بلغ الناتج الإقليمي 4,029 مليون يورو سنة 2010. وكان الناتج المحلي الإجمالي للفرد لنفس العام 18٬440 يورو أقل من المتوسط الوطني البالغ 20,481. ومع ذلك فإن الناتج الإجمالي للفرد الواحد من سيفالونيا وزانتي (23,275) وأيضا (24,616) على هذا التوالي كان أعلى بكثير من الرقم الوطني وبالإضافة إلى ذلك فإن معدل البطالة لعام 2012 هو (14,7) وهي أدنى مستوى بين جميع المناطق اليونانية وأقل بكثير مقارنة مع البطالة الوطنية 24,2.

## السياحة
يعدّ الإقليم مقصداً سياحياً شهيراً. وكانت مطارات كورفو، وزانتي، وسيفالونيا في المراكز العشرة الأولى باليونان من حيث عدد من الوافدين الدوليين. وفي عام 2012 بلغ عدد الوافدين الدولين (1,386,289)، مطار كورفو يحتل المركز السادس من حيث عدد الوافدين على المستوى
القومي، في حين زانت وسيفالونيا أيضا في العشرة الاوئل. وكان مطار سيفالونيا أكبر حجم على مستوى القومي بمقدار 13.11%مقارنة مع عام 2011 , في حين كورفو ازدادت بنسبة 6,31%.

## إدارياً
تأسس الإقليم في الإصلاح الإداري عام 1987, وضمت محافظات كورفو، كيفالونيا، وأيثاكا، يفكادا وزاكينثوس.
ومع إصلاحية كاليكراتس 2010، أعيد تعريف سلطتها وقوتها، جنبا إلى جنب مع الغرب اليونان ومنطقة بيلوبونيز، تشرف عليها الإدارة اللامركزية للبيلوبونيز، غرب اليونان وجزر البحر الأيوني التي يوجد مقرها في باتراس وعاصمة المنطقة في كورفو، وتنقسم إلى 5 وحدات إقليمة: كورفو وأثيكا وكاليفالونيا وزاكينثوس.
يحكم المنطقة ثيودرس قالستوس منذ 1 سبتمبر 2014 . الذي انتخب في انتخابات الإدارة المحلية 2014 مايو عن الائتلاف من حزب اليسار الراديكالي.

## التركيبة السكانية
بلغ عدد سكان جزر البحر الأيوني في عام 2011 207,855 بانخفاض بنسبة 1,50% مقارنة مع تعداد السكان في عام 2001. ومع ذلك لا تزال هي المنطقة الثالثة من ناحية الكثافة السكانية مع مساحة 90.1/ كليو متر مربع على المستوى القومي، وهي أعلى بكثير في الوطنية ب 81.96/ كليو متر مربع. والأكثر سكانا من الجزر الرئيسية هي كوفو التي يبلغ عدد سكانها 104,371
تليها زانتي (40,759), ثم سيفالونيا (35,801), ثم لوكاس (23,693) وأخيراً إيثاكا (3,231). كان عدد المولودين من السكان في الخارج في عام 2001م { 19360} مولود أو 9.3 % ومعظمهم يتركزون في فيكوفو وزانتي.
نشأ معظمهم من ألبانيا (13,536) تبلغ نسبة الخصوبة 1.35 في عام 2011 وفقا ليورستات أن لكل امرأة مولود حي.

### تاريخ عدد السكان
| العام | عدد السكان   | الكثافة         |
| ----- | ------------ | --------------- |
| 1862  | 228,631 نسمة | 87.8 نسمة/كـم²  |
| 1864  | 229,516 نسمة |                 |
| 1879  | 244,433 نسمة | 106.0 نسمة/كـم² |
| 1889  | 238,783 نسمة |                 |
| 1896  | 282,853 نسمة |                 |
| 1907  | 254,494 نسمة |                 |
| 1920  | 224,189 نسمة | 97.1 نسمة/كـم²  |
| 1928  | 213,157 نسمة | 92.4 نسمة/كـم²  |
| 1940  | 219,562 نسمة | 95.1 نسمة/كـم²  |
| 1951  | 228,597 نسمة | 99.0 نسمة/كـم²  |
| 1961  | 207,061 نسمة | 89.7 نسمة/كـم²  |
| 1971  | 184,443 نسمة |                 |
| 1981  | 182,651 نسمة | 79.1 نسمة/كـم²  |
| 1991  | 193,734 نسمة | 83.9 نسمة/كـم²  |
| 2001  | 212,984 نسمة | 92.3 نسمة/كـم²  |
| 2011  | 207,855 نسمة | 90 نسمة/كـم²    |